# Zorînove, Odesa
Zorînove (în ucraineană Зоринове) este un sat în comuna Dobroslav din raionul Odesa, regiunea Odesa, Ucraina.

## Demografie
Componența lingvistică a localității Zorînove
     Ucraineană (100%)
Conform recensământului din 2001, toată populația localității Zorînove era vorbitoare de ucraineană (100%).